# Virgin Music Label & Artist Services
Virgin Music Label & Artist Services — музыкальный дистрибьютор независимых лейблов, принадлежащих Universal Music Group. Основанная в 1983 году Virgin Records в качестве импортёра грампластинок, Caroline стала одной из крупнейших в музыкальной индустрии США сторонних дистрибьюторских компаний для независимого музыкального сектора. В 1993 году, когда EMI приобрела Virgin Records, Caroline Distribution была отделена и стала частью EMI Music Distribution. В настоящее время компания является частью Capitol Music Group.
После приобретения INgrooves (в том числе независимого дистрибьютора этикеток Fontana Distribution) компанией Universal, будущее Caroline и Fontana всё ещё неизвестно, продаст ли Universal один из них или объединит оба в один.